# Emil Schönfeld

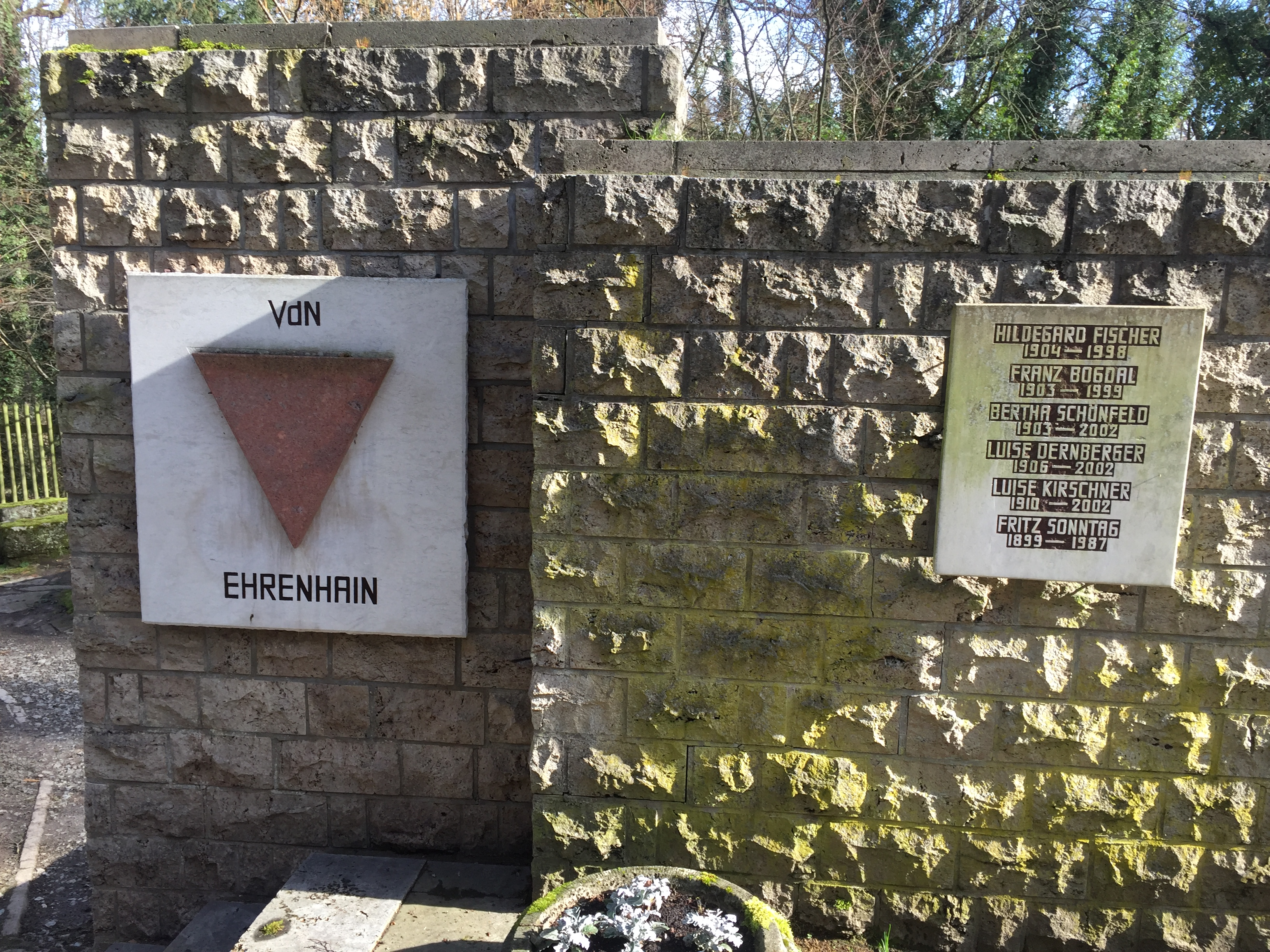
VdN Ehrenhain Weimar Bertha Schönfeld

 Ernst Emil Schönfeld (* 13. Oktober 1885 in Bad Lausick bei Leipzig; † 31. Januar 1966 in Weimar) war ein deutscher Gewerkschafter.

## Leben
Nach dem Besuch der Volksschule, die er wegen guter Leistungen bereits nach der 7. Klasse beenden konnte, begann er eine Lehre als Sortiments-Buchhändler bei F.A. Brockhaus in Leipzig. Danach fuhr er ein paar Jahre zur See. Seine Militärzeit von 1905–1907 leistete er bei der Marine ab, wo er auch im Ersten Weltkrieg Dienst tat. Seit 1907 war er Mitglied im Verband der Fabrikarbeiter Deutschlands (Fabrikarbeiter Verband = FAV) und der SPD und bis zum Ausbruch des Weltkrieges Mitglied der Ortsverwaltung des FAV in Leipzig. Während der Revolution war er vom Dezember 1918 bis März 1919 als Beauftragter des Arbeiter- und Soldatenrates Leipzig tätig und Mitbegründer der dortigen Matrosen-Sicherheitskompanie.

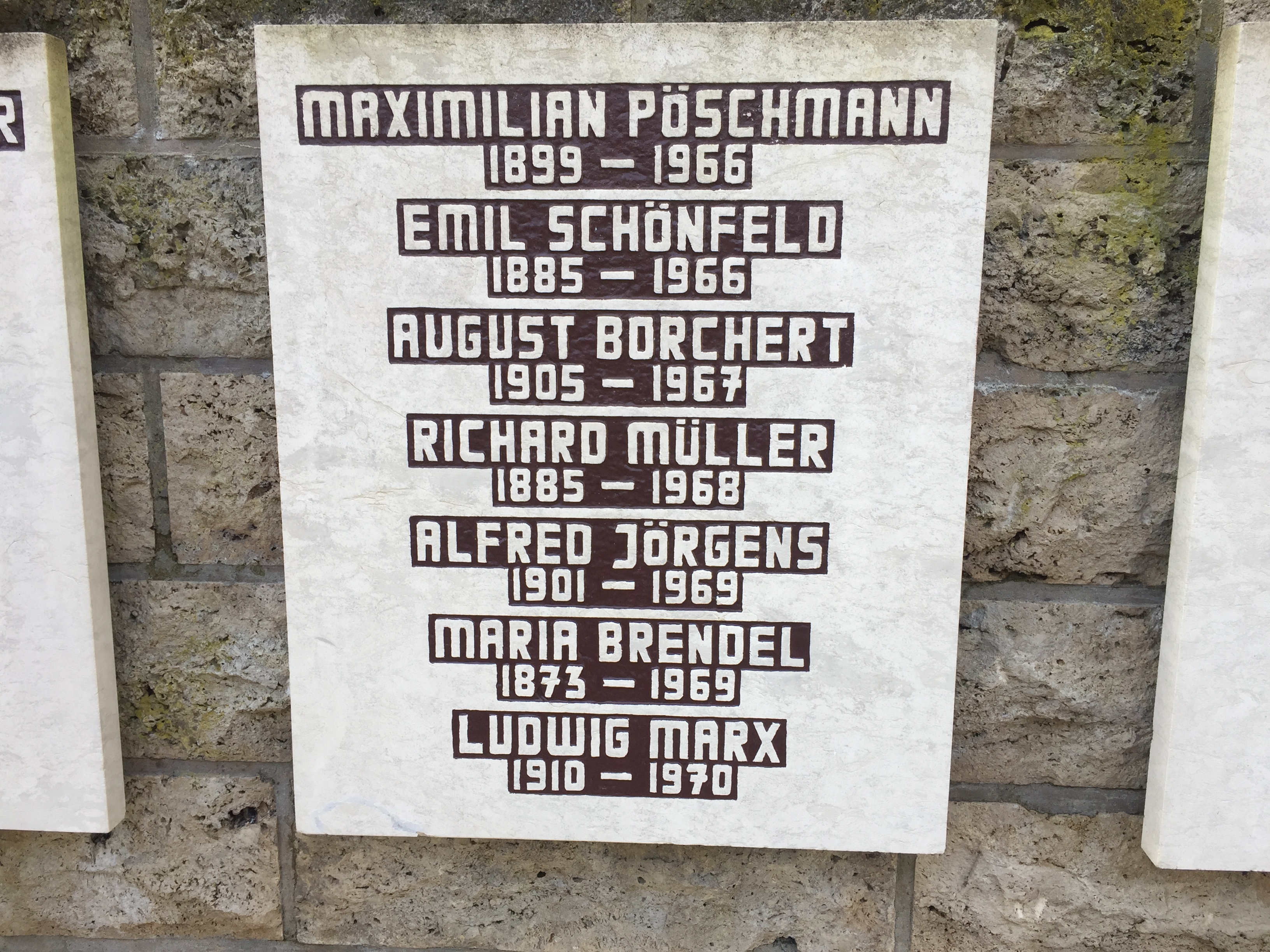
VdN Ehrenhain Weimar Emil Schönfeld

Ab April 1919 war er Geschäftsführer der Zahlstelle Leipzig des FAV und Parteifunktionär im OV Leipzig-Ost. Ab 1925 war er Bezirksleiter des FAV in Erfurt und ehrenamtlicher Landesarbeitsrichter beim Landesarbeitsgericht (LAG). Nach der Machtergreifung der Nazis wurde er am 2. Mai 1933 verhaftet und nach seiner Haftentlassung am 1. Juli 1933 entlassen und arbeitslos. Auch nach dem Verbot der Gewerkschaften hielt er die illegale Verbindung sowohl zum 1. Vorsitzenden des FAV, Albin Karl, als auch zu den Gewerkschaftsfunktionären in Thüringen aufrecht. Anlässlich eines konspirativen Treffens in Berlin wurde er gemeinsam mit Albin Karl, Karl Miertschke und Arthur Erdmann von der Gestapo verhaftet. Bis zum 14. Dezember 1935 war er im Konzentrationslager Columbia-Haus in Berlin in Einzelhaft inhaftiert. Als Platzwart und Lagerarbeiter schlug er sich nach seiner Haftentlassung durch. Erst 1941 fand er Anstellung als Buchhalter bei der Fa. Orban & Kühn in Vesser/Schmiedefeld. Hier erlebte er auch das Kriegsende. Ab dem 1. August 1945 war er Abteilungsleiter der Finanzabteilung im Landratsamt Suhl. Seit September 1945 war er Ortsgruppen-Vorsitzender und Bezirksvorstandsmitglied des FDGB. 1949 war er Kreisforstamtsleiter in Georgenthal, 1951 in Meiningen. 1952–1953 Abteilungsleiter im Ministerium für Land- und Forstwirtschaft in Erfurt und Weimar. Emil Schönfeld fand seine letzte Ruhestätte im VdN Ehrenhain auf dem Friedhof in Weimar, wo auch seine zweite Ehefrau Bertha beigesetzt worden ist.